# サムギョプサル
サㇺギョㇷ゚サㇽ（朝: 삼겹살、中: 三層肉）とは、スライスした豚のばら肉を焼いて食べる韓国の豚バラ焼肉である。朝鮮語で「サㇺ」は数字（漢数字）の3、「ギョㇷ゚」は層、「サㇽ」は肉を表し、日本でいう三枚肉（ばら肉）を意味するが、一般的に「サㇺギョㇷ゚サㇽ」と言えば三枚肉の焼肉料理のことを指す。混同されやすいスペアリブは肋骨側の骨付きばら肉の総称である。

## 概要
韓国の飲食店や家庭における一般的な調理法・食べ方は以下のようなものである。
味付けしていない豚の三枚肉を厚めにスライスし、鉄板上で表面がカリッとなる程度に焼く。鉄板は斜めになっていたりジンギスカン鍋のように中央が盛り上がっていたりするが、これは余分な脂身を落とすためである。

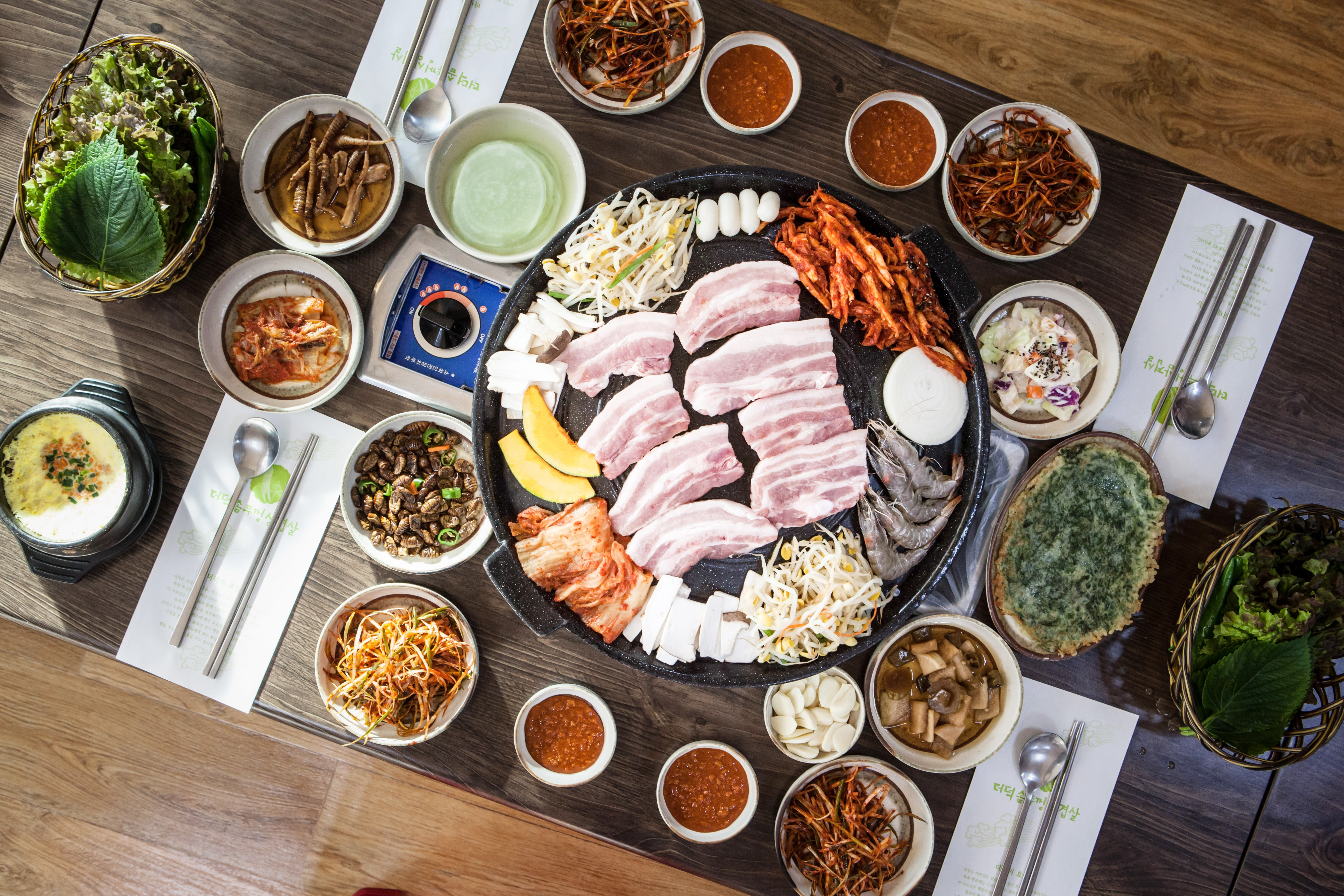
サㇺギョㇷ゚サㇽのテーブル

焼けた肉は、岩塩を溶いたごま油につけたり、青唐辛子のスライスやネギの和え物、生もしくは一緒に鉄板上で焼いたニンニク、少量のサㇺジャン（味付け味噌）や白飯などと一緒にサンチュやエゴマの葉などに巻いて食べる。食べる者が自由にアレンジできるようにするため、サㇺギョㇷ゚サㇽひとつ頼むと食卓上は調味料や葉菜類の器がところ狭しと並ぶことになる（写真参照）
サㇺギョㇷ゚サㇽに、皮・カルビ肉の2層を加えた「オギョㇷ゚サㇽ（오겹살、“五枚肉”）」もある。また、食べる際にチョッカㇽ（魚の塩辛）を味付けに用いる事もある。豚の三枚肉だけではなく牛肉の「ウサㇺギョㇷ゚サㇽ（牛三겹살、우삼겹살）」もある。

## 発展・種類

### 多様化するサㇺギョㇷ゚サㇽ
それまで大衆的な焼肉だったサㇺギョㇷ゚サㇽだが、2000年前後から江南などソウルの人気スポットに登場したファッショナブルな店で、ワインに漬け込んだ「ワインサㇺギョㇷ゚サㇽ」や各種ハーブを使って香り付けをした「ハーブサㇺギョㇷ゚サㇽ」を提供するようになると、新たなイメージで若者を中心に人気を拡大することとなった。
ワインサㇺギョㇷ゚サㇽは、ワイン漬けにして竹筒の容器の中で熟成させた豚肉を、まずブロック状のまま焼きながら、店員が途中でスライスしていく。焼きあがった肉の食べ方も、一般的な「ごま油＋塩」や「サンチュ＋サムジャン」のほか、ハニーマスタードやバーベキューソースにつけたりきな粉をまぶしたりと、その選択肢を増やしている。店によっては、サラダバーのように調味料や葉菜類を並べて好きなように取れるコーナーを作ったところもある。
こうした新しいスタイルのサㇺギョㇷ゚サㇽの登場により、スタンダードなサㇺギョㇷ゚サㇽにも、肉塊から焼き始めてスライスしたり、キムチを同時に焼いたりすることが定番になりつつあるなど、変化が生じている。外食産業では新規参入した店が差別化のために新しいサㇺギョㇷ゚サㇽを開発することから多様化が進み、以下のようなものが登場している。
- ワインサㇺギョㇷ゚サㇽ：ワインに漬け込み熟成させてある。
- ハーブサㇺギョㇷ゚サㇽ：バジル、オレガノなどのハーブをまぶしてある。
- 緑茶サㇺギョㇷ゚サㇽ：緑茶パウダーをまぶしてある。
- コチュジャンサㇺギョㇷ゚サㇽ：コチュジャンで下味がつけてある。
- トックサㇺギョㇷ゚サㇽ：焼けた肉を薄い餅で包んで食べる。
- テペサㇺギョㇷ゚サㇽ：鉋（かんな）で削ったように薄い肉を焼く。
- チーズサㇺギョㇷ゚サㇽ：チーズフォンデュの様に、熱して溶けたチーズと共に食べる。[3]

### 日本での展開
日本で2003年ごろから急増した韓国料理店でもサㇺギョㇷ゚サㇽを提供する店は多く、折からの豚肉ブームもあってか、テジガㇽビとともに看板料理に掲げる専門店も登場している。しかし客の日本人には発音しにくいためか「三段バラ」とインパクトのある料理名にしていることもある。